# Port lotniczy Kaguł
Port lotniczy Kaguł (Aeroportul Internațional Cahul) – międzynarodowy port lotniczy położony w miejscowości Kaguł. Jest trzecim co do wielkości portem lotniczym Mołdawii.